# Ba gạc Điếu La Sơn
Ba gạc Điếu La Sơn, tên khoa học Rauvolfia tiaolushanensis, là một loài thực vật có hoa trong họ La bố ma. Loài này được Tsiang miêu tả khoa học đầu tiên năm 1962.